# Pagani Huayra
Pagani Huayra (вимовляється «пагані уайра», з коротким «у», подібно англійському why) - ексклюзивний середньомоторний спортивний автомобіль італійської марки Pagani передової конструкції, претензійного дизайну і дуже розкішної обробки. Стіл замовлень на модель буде відкритий навесні 2012 року. Плановий обсяг виробництва не перевищить 20 автомобілів на рік за ціною від мільйона євро або $ 1.345.000. 
Huayra в перекладі з мови кечуа, стародавньої мови інків, «вітер». 

## Технічні особливості

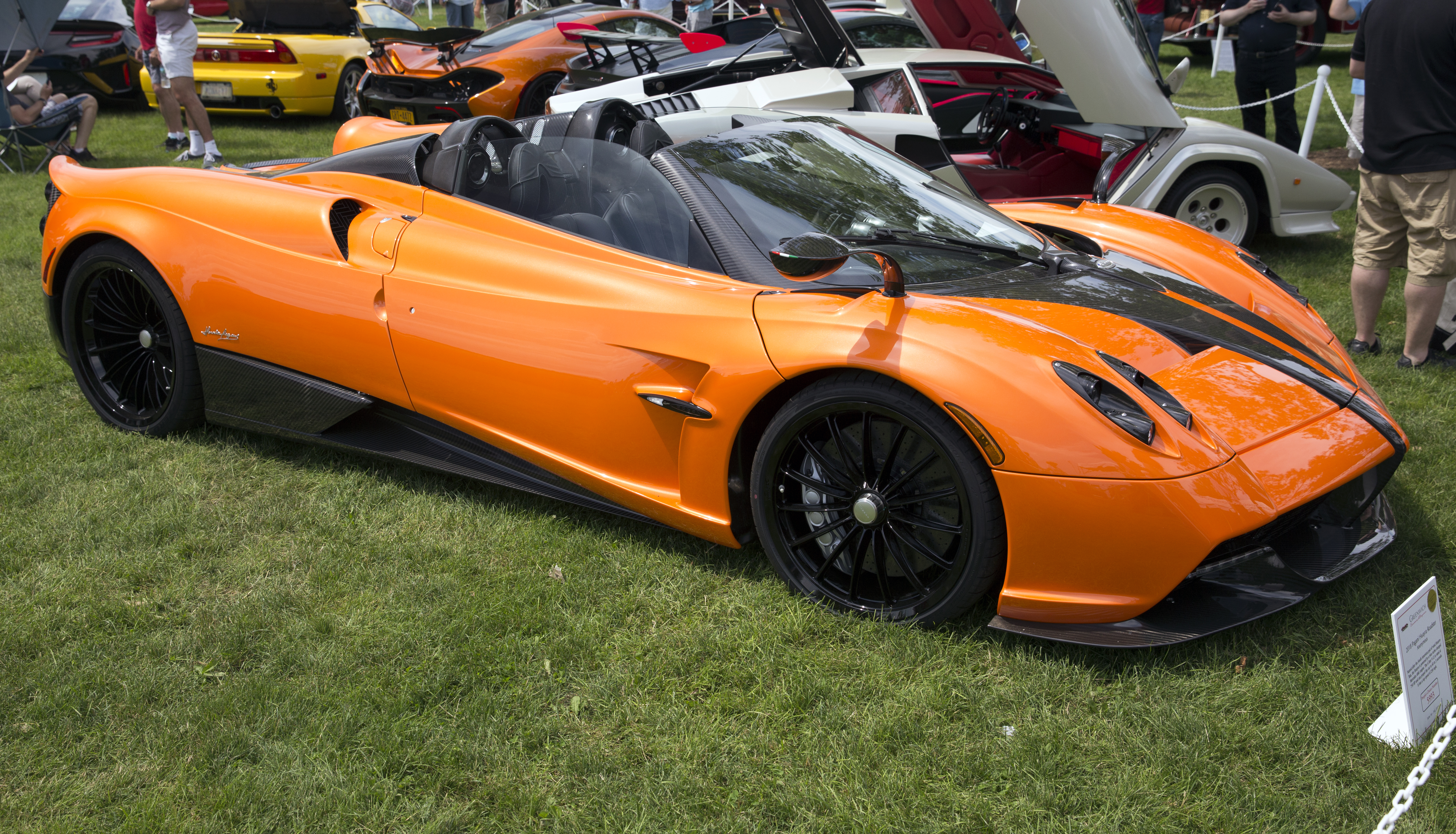
Pagani Huayra Roadster

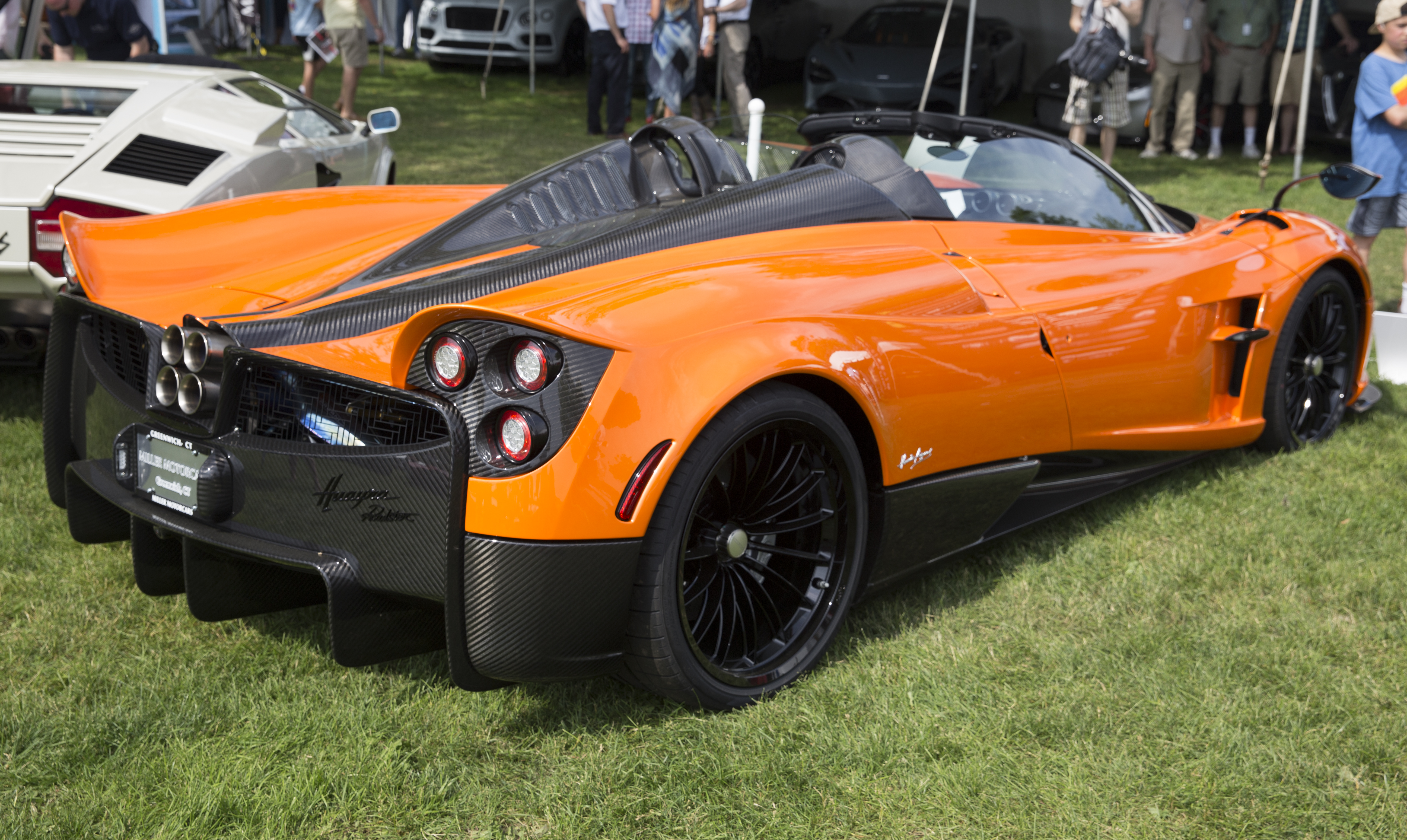
Pagani Huayra Roadster

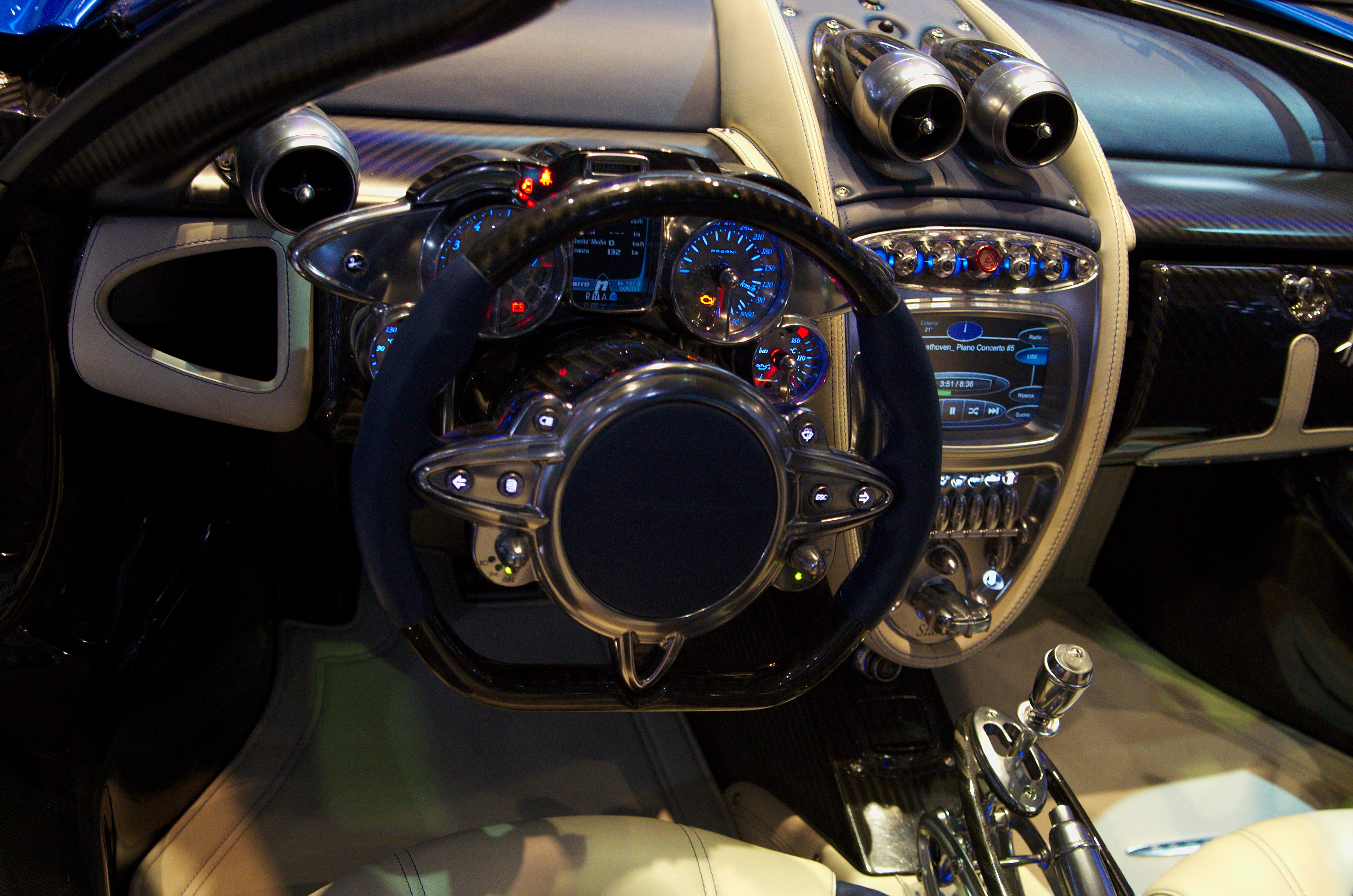

На відміну Zonda, Huayra використовує V12 від Mercedes-AMG з кутом розвалу циліндрів 60°. Тут з двома турбокомпресорами, а не атмосферний двигун. У даній варіації двигун 6,0 л розвиває 730 к.с. потужності і 1000 Нм крутного моменту. Максимальна швидкість заявлена виробником на рівні 370 км/год, розгін з нерухомого стану до 100 км/год на сухому твердому покритті автомобіль здійснює за 3,3 с (також, поки не підтверджені дані виробника).
Коробка передач — секвентальна 7-ступінчаста, зчеплення — з двома парами ведено-ведучих дисків.
Технічні дані
- Двигун: Mercedes-AMG V12 twin-turbo M158
- Робочий об'єм: 5980 см3
- Потужність: 730 к.с.
- Крутний момент: 1000 Нм
- Коробка передач: 7-ступінчаста секвентальная
- Довжина: 4605 мм
- Колісна база: 2795 мм
- Висота: 1169 мм
- Ширина: 2036 мм
- Суха маса: 1350 кг
- Розподіл навантаження по осях: 44 % на передню вісь і 56 % на задню